# Paris-Roubaix de 1905
A 10.ª edição da corrida ciclista Paris-Roubaix teve lugar a 23 de abril de 1905 e foi vencida pelo francês Louis Trousselier. Converteu-se no primeiro corredor da história que ganhava a dobradinha Paris-Roubaix/Tour de France.

## Classificação final
|    | Ciclista              | Equipa    | Tempo      |
| -- | --------------------- | --------- | ---------- |
| 1  | Louis Trousselier     | Peugeot   | 8h 04' 20" |
| 2  | René Pottier          | -         | + 7' 00"   |
| 3  | Henri Cornet          | -         |            |
| 4  | Hippolyte Aucouturier | Peugeot   |            |
| 5  | Edouard Wattelier     | Cycles JC |            |
| 6  | Claude Chapperon      | -         |            |
| 7  | Alois Catteau         | -         |            |
| 8  | Paul Chavet           | -         |            |
| 9  | Lazare Brault         | -         |            |
| 10 | Louis Colsaet         | -         |            |